# Avril Haines
Pour les articles homonymes, voir Haines.
Avril Danica Haines, née le 29 août 1969, est une juriste américaine et une fonctionnaire du gouvernement fédéral des États-Unis. Du 21 janvier 2021 au 20 janvier 2025, elle est la directrice du renseignement national américain dans l'administration de Joe Biden, la première femme à occuper ce poste. Elle a auparavant occupé le poste de conseillère adjointe du président des États-Unis pour les affaires de sécurité nationale dans l'administration de Barack Obama.

## Biographie

### Origines et études
Avril Haines naît le 29 août 1969 dans le quartier de Manhattan, à New York. Sa mère, Adrian Rappin, une artiste peintre reconnue, tombe malade de bronchopneumopathie chronique obstructive alors que sa fille a 10 ans. Elle est prise en charge en institution et meurt 5 ans après. Son père est biochimiste et professeur émérite au City College. Il a contribué à la fondation d’une école de médecine, la CUNY School of Medicine (en), au sein de l’université de la ville de New York.
Après avoir obtenu son diplôme du lycée Hunter College, Avril Haines se rend au Japon pendant un an et s'inscrit au Kōdōkan, un institut de judo d'élite à Tokyo. En 1988, elle intègre l'université de Chicago, où elle étudie la physique. Tout en suivant sa formation, elle travaille comme mécanicienne automobile dans un garage proche de l'université. En 1991, elle prend des cours de pilotage dans le New Jersey, où elle rencontre son futur mari, David Davighi. Elle obtient sa licence de physique en 1992.
En 1992, elle s'installe à Baltimore, dans le Maryland, et s'inscrit en maîtrise à l'université Johns-Hopkins. La même année, elle démissionne et, avec son futur mari, achète aux enchères sur saisie judiciaire un bar à Fells Point, un quartier de Baltimore. Ce bar avait été fermé à la suite d'un raid anti-drogue. Ils transforment l'endroit en librairie-café indépendante nommée « Adrian's Book Cafe », en souvenir de sa mère dont les tableaux de style réaliste remplissaient la boutique. La librairie a été élue en 1997 « meilleure librairie indépendante » par le Baltimore City Paper, un bi-hebdomadaire local, et était connue pour sa collection exceptionnelle de publications littéraires, d'écrivains locaux, de presse spécialisée, notamment érotique. Elle est présidente de la Fell's Point Business Association jusqu'en 1998. En 1998, elle s'inscrit à l'université de Georgetown, où elle obtient un diplôme de Juris Doctor en 2001.

### Carrière professionnelle
En 2001, elle occupe un poste de juriste à la Conférence de la Haye de droit international privé. En 2002, elle est greffière à la cour d'appel des États-Unis pour le sixième circuit, sous l'autorité du juge Danny Julian Boggs. De 2003 à 2006, elle est conseillère juridique au département d'État des États-Unis. Puis, de 2007 à 2008, elle travaille pour la commission des relations étrangères du Sénat des États-Unis, en tant que conseillère juridique principale adjointe pour les démocrates (sous la direction de Joe Biden). Elle travaille ensuite à nouveau pour le département d'État.
En 2010, sous la présidence de Barack Obama, elle est nommée au bureau du conseiller juridique de la Maison-Blanche, comme assistante adjointe du président et conseillère juridique adjointe pour les affaires de sécurité nationale. Le 13 juin 2013, Barack Obama la choisit comme directrice adjointe de l'Agence centrale de renseignement, la CIA, poste qu'elle occupe jusqu’en 2015. Elle est la première femme à occuper cette fonction. Puis elle devient conseillère adjointe à la sécurité nationale de 2015 à 2017.
Son mandat de directrice adjointe de la CIA coïncide avec les révélations sur les opérations de surveillance mondiale entreprises par l'agence, sur le piratage par la CIA des ordinateurs des employés du Sénat américain et sur la publication du rapport de la commission du renseignement du Sénat concernant l’usage de la torture par la CIA. Elle est aussi surnommée la « reine des drones », ayant, selon l'ONG pacifiste Code Pink, « aidé à forger la politique de drones d'Obama, qui a tué des civils autour du monde ».

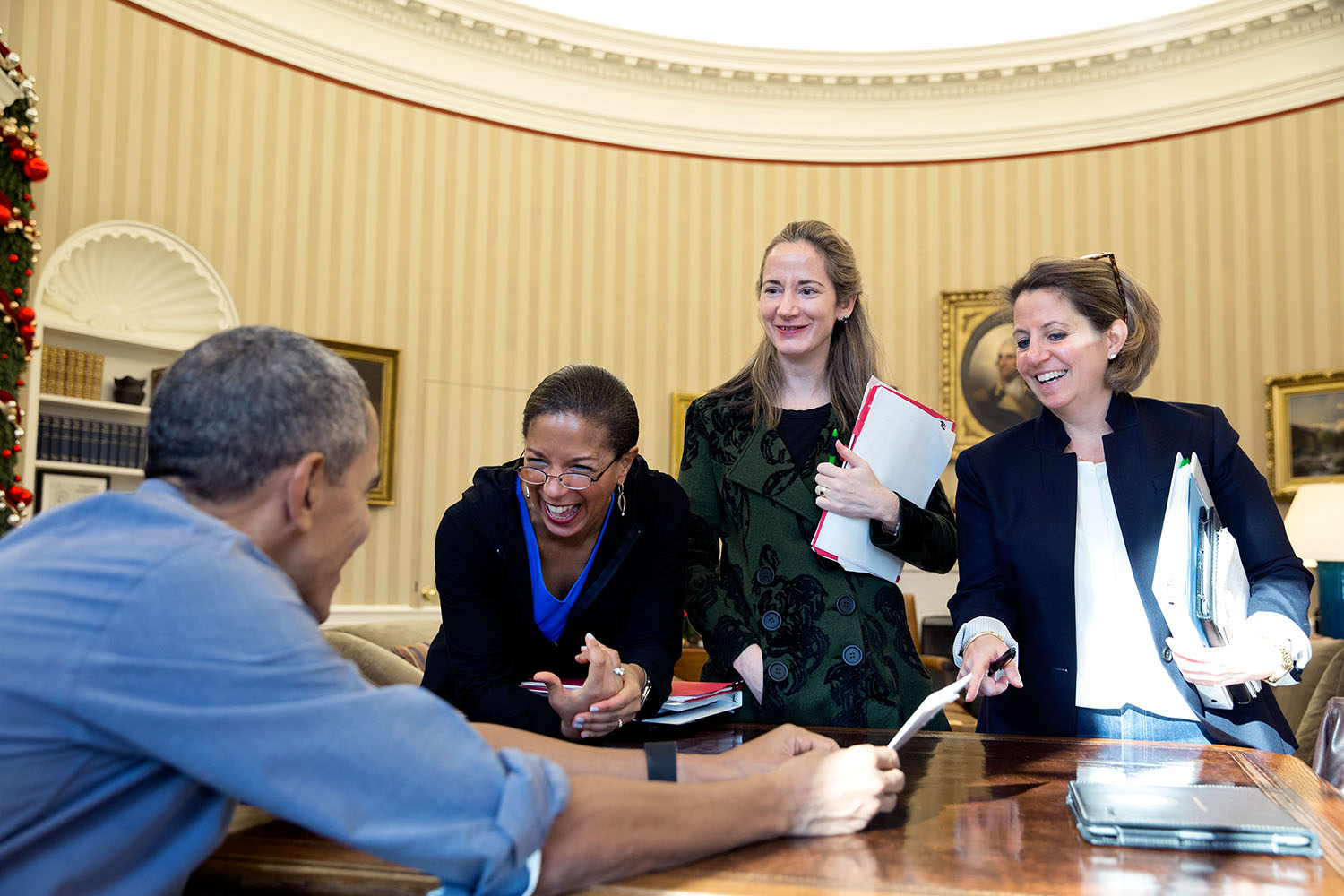
La conseillère à la sécurité nationale des États-Unis Susan Rice, Avril Haines et la conseillère à la sécurité intérieure Lisa Monaco, dans le Bureau ovale avec le président Obama, en 2015.

Elle remplace Antony Blinken comme conseillère adjointe à la sécurité nationale, un poste qu’elle a occupé jusqu’à la fin de l’administration Obama.
Après avoir quitté la Maison-Blanche à la fin de la présidence d’Obama, en janvier 2017, après la victoire de Donald Trump, elle devient chercheuse et enseignante, notamment à l'université Columbia, et dans divers organismes, puis travaille dans le privé, comme consultante pour diverses entités. Elle a notamment été consultante au cabinet de conseil en stratégie WestExec Advisors, qui entretient des liens étroits avec l'industrie militaire. En 2018, elle soutient ouvertement la nomination controversée à la tête de la CIA de Gina Haspel par le président Donald Trump. Sans commenter le bilan de cette dernière, elle fait l'éloge de sa connaissance de l'agence et des services de renseignement, une position saluée par la Maison-Blanche car elle a favorisé cette confirmation par le Sénat.
Le 23 novembre 2020, le président élu Joe Biden propose son nom comme future directrice du renseignement national. Elle est confirmée par le Sénat le 20 janvier 2021, jour de l'investiture de Joe Biden. Elle est la première responsable de la nouvelle administration présidentielle à être confirmée, ainsi que la première femme à occuper ce poste.